# Gare de Toulon Les Ameniers
 (novembre 2024).
Si vous disposez d'ouvrages ou d'articles de référence ou si vous connaissez des sites web de qualité traitant du thème abordé ici, merci de compléter l'article en donnant les références utiles à sa vérifiabilité et en les liant à la section « Notes et références ».
La gare de Toulon Les Ameniers est une ancienne gare ferroviaire française de la ligne de chemin de fer Toulon - Saint-Raphaël, située sur le territoire de la commune de Toulon dans le quartier des Ameniers, dans le département du Var en région PACA.
Elle était exploitée par les Chemins de fer de Provence (CP).

## Histoire

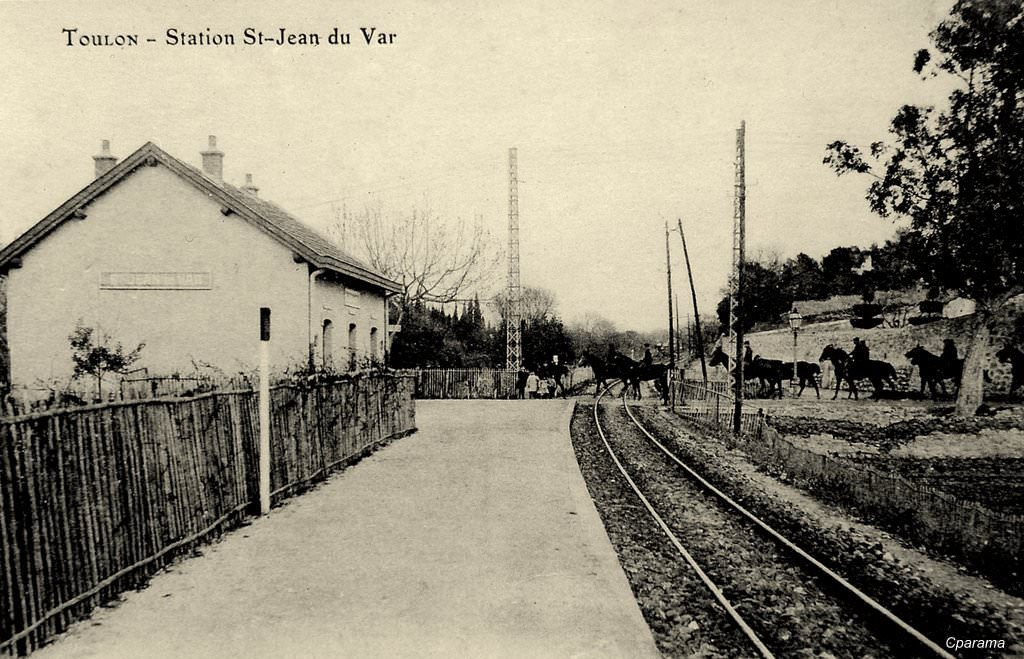
Vue du bâtiment voyageur de la gare de Toulon Saint-Jean-du-Var.

La gare est mise en service lors du prolongement de la ligne Hyères - Saint-Raphaël à Toulon 6 août 1905 avec quatre autres gares desservant également l'est toulonnais (Saint-Jean-du-Var, Les Ameniers, Pont du Suve, Sainte-Marguerite, Pont de la Clue). Elle possède un bâtiment voyageur d'un type standardisé qu'elle partage avec ces quatre autres gares.
La gare a été fermée en 1948 lors de la fermeture de la ligne, le bâtiment voyageur, toujours existant a été converti en habitation privée.